# Goodingia
Goodingia is een geslacht van weekdieren uit de klasse van de Gastropoda (slakken).

## Soorten
- Goodingia capillastericola (Minichev, 1970)
- Goodingia varicosa (Schepman, 1909)